# Terra Feminarum
Terra feminarum ("Kvinnornas land") var namnet på ett område i norra Europa som förekommer i Gesta Hammaburgensis Ecclesiae Pontificum (Historia om Hamburgs stifts biskopar) av Adam av Bremen från år 1075.

## Terra FeminarumiGesta
"Kvinnornas land", terra feminarum, nämns fyra gånger i olika kapitel i Gesta Hammaburgensis Ecclesiae Pontificum av Adam av Bremen 1075. 
"Under tiden drabbades svearna (Sueones), som hade utvisat sin biskop, av en gudomlig hämnd. Och först blev konungens son som hette Anund, vars far hade sänt honom för att utvidga sitt rike, efter ankomsten till Kvinnornas land (patriam feminarum), som vi anser vara amasoner, jämte med sin här dräpt med gift, som de hade blandats i källvatten" (III 15)
"Efter det kommer svearna (Sueones) som styr vidsträckta landamären upp till Kvinnornas land (terram feminarum). Öster om dessa sägs Wizzi, Mirri, Lamiy, Scuti och Turci bo fram till gränsen till Ryssland (Ruzziam)." (IV 14)
"Dessutom har vi fått veta att många öar finns i det havet, av vilka en kallas Estland (Aestland) - Och denna ö sägs vara ganska nära Kvinnornas land ), som inte ligger långt från svearnas Birca." (IV 17)
"I detta hav finns många andra öar, alla fulla av vilda barbarer, varför sjöfararna undviker dem. Det berättas också att amasoner finnes vid Östersjöns kuster, vilket är anledningen till att de kallas Kvinnornas land (terra feminarum)." (IV 19)
Som tillägg till IV 19 finns likaledes "scholia 119". Scholia är inte författade av Adam själv, utan av senare kopister.
"Emund, svearnas konung (Sueones), sände ut sin son Anund för att utvidga sitt välde, och denne anlände sjövägen till Kvinnornas land (terram feminarum). Kvinnorna förgiftade omedelbart källvatten och dräpte på så sätt konungasonen och hans här. Vi har nämnt detta tidigare, och biskop Adalvard har själv försäkrat oss om att detta och allt övrigt också är sant."

## Källan till Adams uppgifter
Adam hade tillbringat en tid vid den danske kungen Svend Estridssons hov där han kan ha samlat in uppgifter om nordliga folk och händelser från olika personer och från nu förlorade dokument.
Adams uppgifter om Kvinnornas land härrörde troligen från den tyske biskopen Adalvard den yngre (vilket antyds i tillägget IV 19 - scholia 119 ) som varit biskop i Skara och vistats i Norge vid kung Harald Hårdrådes hov, troligen i dåvarande huvudstaden Trondheim. Detta skulle också förklara Adams detaljerade kunskap om vissa delar av Norge, eftersom han nämner Trondheim (Trondemnis) flera gånger ( Gesta III 59, IV 16, 32, 33, 34) och även Hålogaland (Halagland) från Nordnorge (IV 37). Scritefinnis eller Scritefingi (samer) nämns också flera gånger (IV 24, 25, 31) och oftast samtidigt som han diskuterar norrmän.
Kvinnornas land och samerna omnämns i helt skilda kapitel i Gesta .

## Bakgrunden till namnet
Texten ger ingen uppenbar anledning till namnet i dess bokstavliga betydelse. Adam och hans kolleger verkar själva ha trott att namnet härrörde från de legendariska amasonerna hämtade från den klassiska grekiska mytologin. Detta framgår tydligt av texten att det är författarens egen tolkning, även om Adam senare i sin skrift verkar glömma det och framställer det som ett allmänt rykte vars ursprung var biskop Adalvard.

## Var låg Kvinnornas land
Var Kvinnornas land låg anges inte exakt, och flera områden är möjliga. Det sägs ligga "ganska nära" Estland, kunna nås "sjövägen" från Sverige och anges även ligga "inte långt" från Birka, enligt Adams svävande beskrivningar. En av de möjliga platserna är den lilla estniska ön Naissaar, vars namn betyder "kvinnoön".  Det kan också röra sig om hela Bottniska kusten, med tanke på de många öarna och att svearna styr vidsträckta landamären ända upp till Kvinnornas land.

## Historiska konsekvenser
Enligt Gesta var Anund son till kung Emund den gamle som styrde Sverige 1050-1060. Anunds död i Kvinnornas land ledde till en långvarig oreda i Sverige, eftersom Emund dog utan någon arvinge varvid även Munsöätten utslocknade. Den var den sista grenen av Ynglingaätten.